# Jurketinec
Jurketinec  (régi magyar neve Györketincz) falu Horvátországban, Varasd megyében. Közigazgatásilag  Máriasócszentgyörgyhöz tartozik.

## Fekvése
Varasdtól 10 km-re délnyugatra, községközpontjától Máriasócszentgyörgytől 2 km-re keletre a Zagorje hegyeinek keleti lábánál, a Drávamenti-síkság szélén enyhén dombos vidéken, közvetlenül a 35-ös főút mellett fekszik.

## Története
Jurketinec a 13. századtól a johanniták birtoka, majd 1434-től Tallóczy Matkó horvát bán és vránai perjel a földesura. 1445-től Cillei Ulriké, majd 1457-től Vitovec János horvát báné volt. 1468-ban Mátyás király tulajdona lett, majd tőle 1490-ben fia Corvin János örökölte. 1502-ben Corvin János a birtokot Ráttkay Benedeknek adta el. Ezután a Madáchi és a Petevi családé volt. 1740-ben Podbelával, Ivaneccel és Cerjével együtt gróf Erdődy László kapta meg. 1817-ig volt az Erdődy család birtoka. Végül 1850-ben a szlaveticsi Oršich család vásárolta meg és egészen a 20. század közepéig a család tulajdonában maradt. 
A falunak 1857-ben 303, 1910-ben 442 lakosa volt. 1920-ig Varasd vármegye Ivaneci járásához tartozott. 2001-ben 129 háza és 470 lakosa volt. Greda és Jurketinec között épült fel 1961-ben a község alapiskolája, mely Gustav Krklec nevét viseli.

## Nevezetességei
- A Szentháromság tiszteletére szentelt kápolnája arról nevezetes, hogy építése tulajdonképpen hetven évig tartott. Építését még 1928-ban Oršich grófnak a falu birtokosának indítványára határozták el. A pénz nehezen gyűlt össze az építésre, melyet végül 1938-ban tudtak elkezdeni. Az építkezés a környező falvak népének és földbirtokosainak segítségével gyors ütemben halad és 1939-ben a második világháború kitörésekor az épület már tető alatt volt. 1940 szeptemberében a kápolna készen állt az istentiszteletek tartására, melybe 1945-ben az áramot is bevezették. Ezután ismeretlen okból lekapcsolták az elektromos hálózatról és csak 1982-ben kapta vissza az áramellátást. 1995-ben a tetőt, majd 1998-ban a berendezést újították meg. Végül 2000. szeptember 24-én szentelték fel a Szentháromság tiszteletére.
- Az Orsich család kastélya ma elhanyagolt állapotban áll.

## Külső hivatkozások
- A község hivatalos oldala
- A község információs portálja
- A Gustav Krklec alapiskola honlapja